# Lyantonde
Lyantonde  este un oraș  în  Uganda. Este reședinta  districtului Lyantonde.